# Бранији
Бранији (фр. Brennilis) је насељено место у Француској у региону Бретања, у департману Финистер.
По подацима из 2011. године у општини је живело 454 становника, а густина насељености је износила 24,29 становника/km².

## Демографија
| 1962. | 1968. | 1975. | 1982. | 1990. | 2011. |
| ----- | ----- | ----- | ----- | ----- | ----- |
| 615   | 760   | 654   | 573   | 439   | 454   |